# نبرد قلعه اوکاواچی
نبرد قلعه اوکاواچی (به ژاپنی: [] Error: {{Lang}}: فاقد متن (راهنما)، 大河内城の戦い) یکی از جنگ‌های دوره سنگوکو است که ۲۴ اوت سال ۱۵۶۹ میلادی، بین نیروهای اودا نوبوناگا (دایمیو یا امیر ولایت اُواری) و کیتاباتاکه تومونوری و پسرش کیتاباتاکه توموفوسا دایمیوی ولایت ایسه درگرفت.